# Dicrostonyx
Dicrostonyx (Gloger, 1841) è un genere di roditori della famiglia dei Cricetidi comunemente noti come lemming dal collare.

## Descrizione

### Dimensioni
Al genere Dicrostonyx appartengono roditori di piccole dimensioni, con lunghezza della testa e del corpo tra 100 e 157 mm, la lunghezza della coda tra 10 e 20 mm e un peso fino a 112 g.

### Caratteristiche craniche e dentarie
Il cranio è robusto, largo e leggermente schiacciato, il rostro è delicato e sottile, i fori palatali sono grandi. Il diastema tra gli incisivi e i molari è esteso. Gli incisivi sono lisci, quelli inferiori sono corti. I denti masticatori sono a crescita continua e mostrano la caratteristica conformazione prismatica della sottofamiglia.
Sono caratterizzati dalla seguente formula dentaria:

### Aspetto
Il corpo è tozzo e compatto, con una testa grande e il muso largo e piatto. La pelliccia è lunga, densa, molto soffice e setosa. In estate le parti dorsali variano dal brunastro al grigiastro, quelle ventrali sono biancastre o giallastre, mentre in inverno la muta è completamente bianca, fenomeno unico tra tutti i Roditori. Gli occhi sono relativamente grandi, le orecchie sono molto piccole, ridotte ad una piega cutanea nascosta dal pelo che circonda il meato uditivo, il quale può essere coperto da un ciuffo di peli. La coda è corta e cilindrica, è densamente ricoperta di lunghe setole che formano un ciuffo all'estremità. Le zampe sono corte e larghe, ognuna con cinque dita. I palmi e le piante sono densamente rivestite di peli. Il pollice è rudimentale e munito di un'unghia appiattita. Gli artigli delle altre dita anteriori sono invece caratteristici. Questi sono lunghi, sottili, compressi lateralmente e sviluppano, durante l'inverno, un ispessimento verticale che produce un secondo sperone sovrapposto. I piedi sono alquanto allargati, l'alluce è ben sviluppato e provvisto come le altre dita di artigli robusti. Le femmine hanno due paia di mammelle pettorali e due inguinali.

## Distribuzione
Il genere è diffuso in Siberia e nell'America settentrionale.

## Tassonomia
Il genere comprende 8 specie.
- Dicrostonyx groenlandicus
- Dicrostonyx hudsonius
- Dicrostonyx nelsoni
- Dicrostonyx nunatakensis
- Dicrostonyx richardsoni
- Dicrostonyx torquatus
- Dicrostonyx unalascensis
- Dicrostonyx vinogradovi